# Pektorale

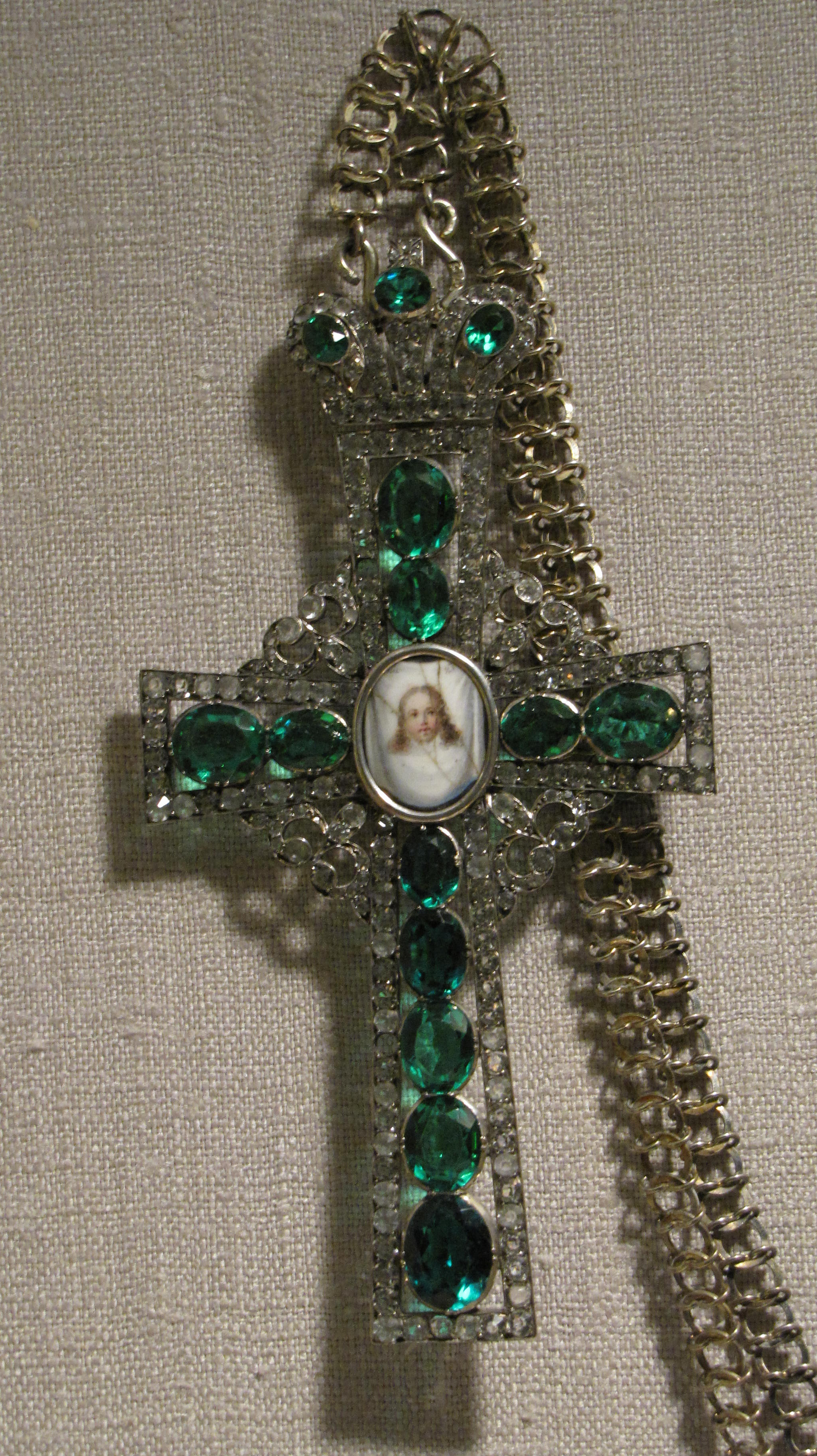
Pektorale eines Bischofs aus Silber mit Email, angefertigt von Grigorii Pankrat'ev, 1874–1896

Das Pektorale (Mehrzahl Pektoralien oder Pektorales; von lateinisch pectoralis, „die Brust betreffend, zur Brust gehörig“) bezeichnet unter anderem das Brustkreuz geistlicher Würdenträger, früher auch einen einfachen Schutz für den Oberkörper. Der Begriff wird heute fast ausschließlich im religiösen und archäologischen Kontext verwendet.

## Pektoralien als Insigne
Ein Brustkreuz ist im Christentum eine Insigne für Bischöfe (deshalb auch für den Papst), Kardinäle, Äbte und Äbtissinnen und Dompröpste. Das Pektorale wird an einer Kordel (Pektoralkordel) – die je nach Rang unterschiedliche Farben haben kann – oder einer Kette getragen. Neben allerlei Regeln gibt es dabei auch unausgesprochene Codes: So bringt ein Kardinal mit einem goldenen Brustkreuz zum Ausdruck, dass er konservativ ist, während ein silbernes Brustkreuz eine liberale oder progressive kirchenpolitische Einstellung signalisiert.
In den orthodoxen Kirchen slawischer Prägung wird das Brustkreuz von jedem Priester getragen, in den orthodoxen Kirchen griechischer Prägung als Auszeichnung (Stavrophoren-Kreuzträger).
In evangelischen Kirchen tragen die Landesbischöfe, die Bischöfe der Selbständigen Evangelisch-Lutherischen Kirche (SELK) und Pröpste lutherischer Kirchen sowie geistliche Oberkirchenräte/Konsistorialräte ein Brustkreuz als Zeichen ihres Amtes. Es wird bei der Amtsübergabe an den nachfolgenden Inhaber des Amtes weitergegeben. Vereinzelt tragen auch lutherische Pfarrer in der SELK kleinere und weniger aufwändig gearbeitete Brustkreuze, worin sich unter anderem die Einheit von Pastorenamt und Bischofsamt ausdrückt.

## Pektoralien in der Antike

### Apotropäische Pektoralien

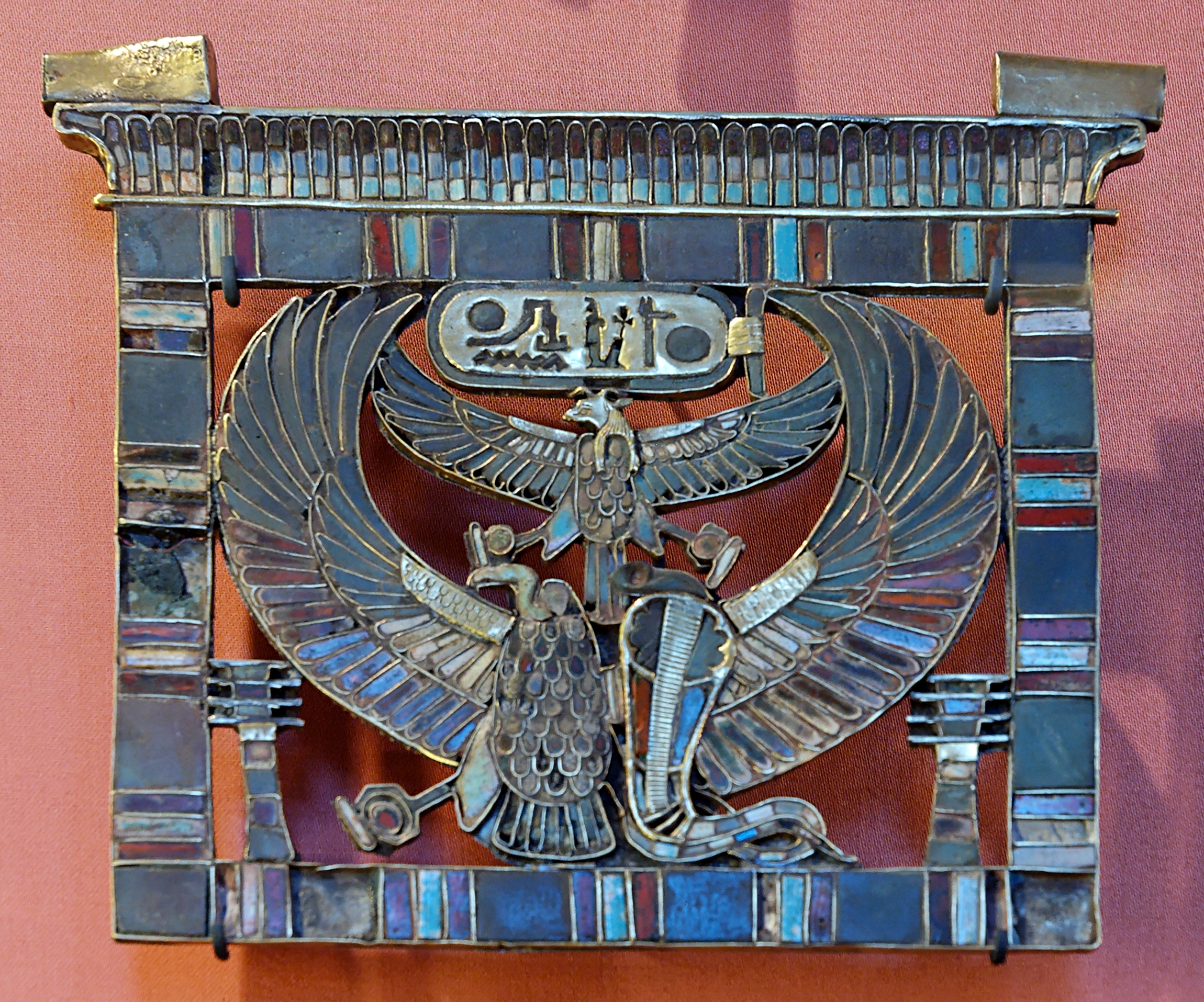
Pektoral Ramses’ II., ausgestellt im Pariser Louvre (Größe: 13,5 cm × 15,7 cm)

Vorläufer der oben beschriebenen Pektoralien wurden schon im Neolithikum (Báculos, Schieferplattenidole), im alten Ägypten sowie von den Iberern (Dama de Elche, Dama de Baza u. a.) getragen. Sie dienten ursprünglich vorrangig magischen, das heißt apotropäischen Zwecken, indem sie als eine besondere Form des Amuletts getragen wurden. In diesem Kontext haben sie sich auch als Schmuckstück der  Könige, höheren Priester und sonstigen Angehöriger wohlhabenderer Schichten etabliert.
Auch symbolisierten sie göttlichen Schutz oder königliche Herrschaft sowohl für den sie tragenden Lebenden als auch für den Verstorbenen, indem man Sarkophage mit Pektoralien schmückte. Im Grab von Pharao Tutanchamun fanden sich verschiedene Pektoralien sowohl an der Mumie als auch in Kästen. Oft wurde das Motiv eines rüttelnden Falken mit ausgebreiteten Schwingen verwendet.
Die Größe variierte von einer Handbreite bis zu dem ganzen Brustbereich. Die Motive waren meist religiöser Natur, z. B. Skarabäen, das  Udjat (Horusauge); im königlichen Bereich finden sich die üblichen (kanonischen) Motive wieder: das Zertreten der Feinde durch den König in Form von einer oder zwei  Sphingen, die in Geiergestalt dargestellte Himmels- und Kronengöttin Nechbet als Symbol für Oberägypten sowie die Schlangengöttin Wadjet als Symbol für Unterägypten.
Ein auffälliges Pektorale in Form eines quadratischen Brustschilds aus Stoff (Choschen), in den zwölf große, goldgefasste Edelsteine eingenäht waren, befestigt an sich überkreuzenden purpurblauen Bändern als Rückenträger, gehörte zur kultischen Amtstracht der Jerusalemer Hohepriester am jüdischen Tempel, die bis zur Zerstörung des Tempels bei den Opferritualen des Tempelkultes getragen wurde. Der hohepriesterliche Prachtornat, zu dem diese Brustplatte gehörte, durfte nur an Festtagen und auch nur in bestimmten Reinheitsbereichen des Tempels angelegt werden und wurde ansonsten unter Kontrolle der Tempelbehörden, zeitweilig auch der römischen Besatzungsmacht, in der Burg Antonia verwahrt.

### Kardiophylax
Ebenfalls als Pektorale bezeichnet wurde eine auch Kardiophylax genannte Metallplatte, die als einfacher Panzerschutz im Kampf vor dem Brustkorb getragen wurde. In der Frühzeit des römischen Reiches war das Pektorale die übliche Körperpanzerung der unteren Zensusklassen.
Als Schmuck, aber auch als Schutz für Pferde, etwa gegen Pfeile, dienten Pektorale wie eine zwischen 1000 und 800 v. Chr. kunstvoll gefertigte Pferdepektorale aus Hasanlu. Abbildungen von assyrischen Militärpferden mit solchem Brustschutz sind mehrfach vorhanden.

## Mesoamerika
Viele Würdenträger in den mesoamerikanischen Kulturen (Olmeken, Maya, Azteken) sind durch ihren aufwendig gestalteten Brustschmuck besonders hervorgehoben. Ein Beispiel dafür sind die „Zwillinge“ von El Azuzul.

## Pazifischer Raum
Rei-Miro ist ein nur in der Kultur der Osterinsel bekanntes hölzernes Pektorale, vorwiegend aus Toromiro-Holz geschnitzt. Es hat eine mondsichelartige Form, die auch als polynesisches Kanu gedeutet werden kann. Die beiden Enden sind häufig als menschliche oder tierische Köpfe mit feinen Gesichtszügen ausgebildet. An den oberen Enden befinden sich Löcher für eine Umhängeschnur. Einige Pektoralien sind mit Rongorongo-Schriftzeichen versehen. Ihre Bedeutung (Kultgegenstand, Schmuck oder Rangabzeichen) ist unbekannt.